# Edward Llewellyn
Pour l’article homonyme, voir Ed Llewellyn.
Edward Beach Llewellyn est un trompettiste, cornettiste et compositeur américain né le 11 janvier 1879 et mort le 25 septembre 1936 à Monahans (Texas),.

## Biographie
Edward Llewellyn est le fils du trompettiste gallois James D. Llewellyn (1843–1920), qui a émigré aux États-Unis en 1855.
Ses différents postes :
- 1905–1906: Cornet soliste de l'United States Marine Band
- 1907–1908: Trompette principal du Orchestre symphonique de Pittsburgh
- 1908–1912: Trompette principal de la fanfare municipale de Rochester (Minnesota)
- 1909–1911: Trompette principal de l'Opéra lyrique de Chicago
- 1911–1933: Trompette principal de l'Orchestre symphonique de Chicago
- 1916–1923: Trompette principal de la compagnie d'opéra du Festival de Ravinia (en)
- 1933–1936: Manager personnel manager de l'Orchestre symphonique de Chicago[4]

En 1907 il a été soliste avec la fanfare des gardes britanniques au Manhattan Beach Hotel à Coney Island
Il fut tué dans un accident de voiture à Monahans (Texas) en 1936. Un tuyau étant tombé d'un camion qu'il suivait s'est écrasé à travers son pare-brise.

## Compositions
Il a composé beaucoup de solos, dont "My Regards", qu'il écrivit pour son propre usage alors qu'il était à l'orchestre de Chicago.

## Élèves
Parmi les nombreux élèves de Llewellyn on remarque Clifford P. Lillya, plus tard professeur de cornet et de trompette à l'University of Michigan et Renold Schilke, facteur de trompettes et successeur de Llewellyn au Chicago Symphony.